# Цитрат натрия
Цитра́т на́трия (лат. Natrii citras) — натриевая соль лимонной кислоты Na3C6H5O7. Цитрат натрия имеет средневыраженный солёно-кислый вкус. Цитрат натрия применяется в основном как специя (приправа), придающая особый вкус, или как консервант (пищевая добавка E331).

## Области применения
- Как вкусовая добавка входит в состав множества газированных напитков со вкусом лимона или лайма, а также в состав энергетических напитков.
- Цитрат может использоваться как буферное соединение, предотвращающее изменение pH.
- Применяется для управления кислотностью некоторых блюд, например желатиновых десертов.
- Является солью-плавителем, используемой при производстве плавленого сыра с самого момента его изобретения в 1911 году.
- Может использоваться как эмульгатор, смешивающий белки и жиры при приготовлении соусов.
- Применяется для регулирования кислотности в кофемашинах.
- Цитрат натрия образуется при растворении в воде множества «быстрорастворимых лекарств» и «шипучек», включающих в свой состав вспомогательные вещества в виде сочетания лимонной кислоты и пищевой соды.
- Используется для уменьшения дискомфорта при инфекциях мочеполовой системы, таких как цистит, он уменьшает кислотность при периферических почечных ацидозах, и также применяется как регулятор осмоса (слабительное).
- В виде раствора является одним из компонентов среды для размораживания спермы животных при искусственном осеменении.
- Используется в аналитической химии как компонент при определении ионов аммония[1].
- В виде 4 % раствора используется в трансфузиологии как антикоагулянт донорской крови и её компонентов.
- В виде 5 % раствора используется при определении скорости оседания эритроцитов методом Панченкова.
- Может использоваться в стеклоочистительных жидкостях.
- Является одним из компонентов в лекарствах от обезвоживания.
- Используется в качестве замедлителя в гипсо-цементных растворах при цементировании скважин.
- Широко используется как реагент для получения монодисперсных наночастиц золота в виде коллоидных растворов (по методу Туркевича).[2]

## История цитрата натрия
В 1914 бельгийский врач Альбер Юстен и аргентинский физик-исследователь Луис Аготе успешно использовали цитрат натрия как антикоагулянт при переливании крови. Он до сих пор используется в медицине при взятии анализов крови и в банках крови (для переливания). Цитрат-ион  образует комплексы с  кальцием в крови, прерывая таким образом процесс свёртывания крови.
В 2003 году Оупик (V. Oöpik) и др. показали, что приём цитрата натрия в количестве примерно 37 грамм улучшает результат в забеге на 5 километров на 30 секунд.

## Метаболизация в организме человека
В организме человека цитрат натрия  и лимонная кислота существуют в основном в виде цитрат-иона. Цитрат-ион является одним из метаболитов цикла трикарбоновых кислот, образуется соединением оксалоацетата и ацетил-КоА под действием фермента цитратсинтазы в матриксе митохондрий. Именно этот процесс позволяет вступать   ацетил-КоА в цитратный цикл, где он используется для получения энергии. Количество цитрата в митохондриях может изменяться в зависимости от энергозатрат организма и отдельных его органов, а также функционального состояния отдельных клеток. Так, в условиях голодания в гепатоцитах большая часть оксалоацетата занята в глюконеогенезе и количество образующегося цитрата резко сокращается.
Также цитрат-ион участвует в опосредованном транспорте ацетил-КоА из митохондрий в цитоплазму для нужд синтеза, например, жирных кислот. При этом цитрат переносится из матрикса митохондрии в цитоплазму, где под действием фермента АТФ-цитратлиазы расщепляется на ацетил-КоА и оксалоацетат. Следует отметить, что подобный транспорт осуществляется только в случае избытка цитрата в митохондриях, то есть когда клетка в полной мере обеспечивается энергией, и не протекает в случае его дефицита. Таким образом обеспечивается опосредованная регуляция транспорта ацетил-КоА и синтеза жирных кислот из митохондрий в зависимости от функционального состояния клеток.